# Tenryū (Nagano)
Tenryū (天龍村 Tenryū-mura?) es una villa en la prefectura de Nagano, Japón, localizada en la parte central de la isla de Honshū, en la región de Chūbu. El 1 de marzo de 2021 tenía una población estimada de 1120 habitantes y una densidad de población de 10 personas por km².

## Geografía
Tenryū se encuentra en las montañas al sur de la prefectura de Nagano, en su frontera con la prefectura de Aichi y la prefectura de Shizuoka. El río Tenryū atraviesa la villa, que está cubierta en más del 90% de montañas y bosques.

## Historia
El área de la actual Tenryū era parte de la antigua provincia de Shinano. La villa fue establecida el 30 de septiembre de 1956 por la fusión de las aldeas de Hiraoka y Kamihara.

## Demografía
Según los datos del censo japonés, la población de Tenryū ha disminuido rápidamente en los últimos 50 años.
| Gráfica de evolución demográfica de Tenryū entre 1940 y 2015 |
|                                                              |
| Oficina de Estadísticas de Japón                             |